# Kääpänvaara
Kääpänvaara är en kulle i Finland. Den ligger i Kuusamo i landskapet Norra Österbotten, i den nordöstra delen av landet, 600 km norr om huvudstaden Helsingfors. Toppen på Kääpänvaara är 291 meter över havet.
Terrängen runt Kääpänvaara är huvudsakligen platt. Runt Kääpänvaara är det mycket glesbefolkat, med 2 invånare per kvadratkilometer.